# Réserve du Touloma
La réserve du Touloma (en russe : Туломский заказник, Toulomski zakaznik) est une zakaznik d'importance fédérale dans l'oblast de Mourmansk créée en 1990.

## Patrimoine naturel
La réserve se situe dans le bassin de la Touloma, dans le raïon de Kola. Les principaux animaux protégés vivant dans l'aire sont le carcajou, l'hermine, la martre, l'ours brun, le rat musqué, le vison et le wapiti. 